# 卡什塔涅拉-杜沃加
卡什塔涅拉-杜沃加是葡萄牙阿威罗区的一个堂区。总面积34.41平方公里，总人口708人，人口密度20.6人/平方公里。